# Anthony Joshua
 Anthony Joshua, britanski boksar težke kategorije, * 15. oktober 1989, Watford, Združeno kraljestvo.

## Zgodnje življenje
Joshua je bil rojen v Watfordu. Njegova starša sta iz Nigerije. Njegov bratranec je še neporaženi poklicni boksar Ben lleyemi.

## Kariera
Joshua je v zmagal v vseh 20 dvobojih in prav v vseh z nokavtom ali tehničnim nokavtom. Pas svetovnega prvaka po različici IBF si je priboril aprila leta 2016 z zmago nad Američanom Charlesom Martinom.
| Kategorija | Svetovni prvak | Svetovni prvak | Svetovni prvak | Svetovni prvak | Svetovni prvak | Svetovni prvak | Svetovni prvak |
| Kategorija | IBF            | WBA            | IBO            |                |                |                |                |
| Leto       | 2016           | 2017           | 2017           |                |                |                |                |

## Joshua vs. Kličko
29. aprila 2017 se je pomeril z največjim tekmecem Vladimirjem Kličkom pred 90 tisoč gledalci na Wembleyu. To je bil tudi največji dogodek v živo v zgodovini stadiona Wembley.
Joshua je do svoje 19. profesionalne zmage v karieri prišel s tehničnim knokavtom v enajsti rundi.

## Dvoboji
| Dvoboji    | Dvoboji | Dvoboji |
| 20 borb    | 20 zmag | 1 poraz |
| z nokavtom | 20      | 0       |
| po točkah  | 0       | 0       |
| ---------- | ------- | ------- |

| #  | Rezultat | Z - P | Nasprotnik           | Zaključek | Runda, čas    | Datum        | Lokacija                               |
| -- | -------- | ----- | -------------------- | --------- | ------------- | ------------ | -------------------------------------- |
| 20 | Zmaga    | 20-0  | Carlos Takam         | TKO       | 10 (12), 1:34 | 28. okt 2017 | Principality Stadium, Cardiff, Wales   |
| 19 | Zmaga    | 19-0  | Vladimir Kličko      | TKO       | 11 (12), 2:25 | 29. apr 2017 | Wembley Stadium, London, England       |
| 18 | Zmaga    | 18–0  | Éric Molina          | TKO       | 3 (12), 2:02  | 11. dec 2016 | Manchester Arena, Manchester, England  |
| 17 | Zmaga    | 17–0  | Dominic Breazeale    | TKO       | 7 (12), 1:01  | 25. jun 2016 | The O2 Arena, London, England          |
| 16 | Zmaga    | 16–0  | Charles Martin       | KO        | 2 (12), 1:32  | 9. apr 2016  | The O2 Arena, London, England          |
| 15 | Zmaga    | 15–0  | Dillian Whyte        | KO        | 7 (12), 1:27  | 12. dec 2015 | The O2 Arena, London, England          |
| 14 | Zmaga    | 14–0  | Gary Cornish         | TKO       | 1 (12), 1:37  | 12. sep 2015 | The O2 Arena, London, England          |
| 13 | Zmaga    | 13–0  | Kevin Johnson        | TKO       | 2 (10), 1:22  | 30. maj 2015 | The O2 Arena, London, England          |
| 12 | Zmaga    | 12–0  | Raphael Zumbano Love | TKO       | 2 (8), 1:21   | 9. maj 2015  | Barclaycard Arena, Birmingham, England |
| 11 | Zmaga    | 11–0  | Jason Gavern         | KO        | 3 (8), 1:21   | 4. apr 2015  | Metro Radio Arena, Newcastle, England  |
| 10 | Zmaga    | 10–0  | Michael Sprott       | TKO       | 1 (10), 1:26  | 22. nov 2014 | Echo Arena, Liverpool, England         |
| 9  | Zmaga    | 9–0   | Denis Bakhtov        | TKO       | 2 (10), 1:00  | 11. okt 2014 | The O2 Arena, London, England          |
| 8  | Zmaga    | 8–0   | Konstantin Airich    | TKO       | 3 (8), 1:16   | 13. sep 2014 | Phones 4u Arena, Manchester, England   |
| 7  | Zmaga    | 7–0   | Matt Skelton         | TKO       | 2 (6), 2:33   | 12. jul 2014 | Echo Arena, Liverpool, England         |
| 6  | Zmaga    | 6–0   | Matt Legg            | KO        | 1 (6), 1:23   | 31. maj 2014 | Wembley Stadium, London, England       |
| 5  | Zmaga    | 5–0   | Hector Avila         | KO        | 1 (6), 2:14   | 1. mar 2014  | SECC, Glasgow, Scotland                |
| 4  | Zmaga    | 4–0   | Dorian Darch         | TKO       | 2 (6), 0:51   | 1. feb 2014  | Motorpoint Arena, Cardiff, Wales       |
| 3  | Zmaga    | 3–0   | Hrvoje Kisicek       | TKO       | 2 (6), 1:38   | 14. nov 2013 | York Hall, London, England             |
| 2  | Zmaga    | 2–0   | Paul Butlin          | TKO       | 2 (6), 0:50   | 26. okt 2013 | Motorpoint Arena, Sheffield, England   |
| 1  | Zmaga    | 1–0   | Emanuele Leo         | TKO       | 1 (6), 2:47   | 5. okt 2013  | The O2 Arena, London, England          |